# Ekstraklasa 2023-24
La temporada 2023-24 fue la 90.ª edición de la Ekstraklasa, el más alto nivel de fútbol en Polonia desde su creación en 1927. El Raków Częstochowa era el defensor del título después de coronarse por primera vez campeón de liga. El Jagiellonia Białystok se proclamó campeón por primera vez en su historia.

## Formato de competencia
La temporada regular consiste en un torneo de todos contra todos. Participan un total de 18 equipos, 15 de los cuales estuvieron presentes en la temporada anterior, mientras que los tres restantes han sido promovidos de la I Liga 2022-23. La temporada comienza el 21 de julio de 2023 y finalizará el 25 de mayo de 2024. Cada equipo disputa un total de 34 partidos, la mitad en casa y la otra mitad fuera. Al final de la temporada, el equipo con más puntos en la ronda campeonato se proclamará campeón y se clasificará a la primera ronda previa de la Liga de Campeones de la UEFA 2024-25, mientras los equipos que acaben en segunda y tercera posición acceden a la clasificación de la Liga Europa Conferencia de la UEFA 2024-25. Los clubes que finalizan en las tres últimas posiciones descienden a segunda división. Es la séptima temporada de Ekstraklasa en utilizar el videoarbitraje (Video Assistant Referee, VAR).

## Ascensos y descensos
El Miedź Legnica fue el primer equipo que descendió a la I liga 2023-24 después de empatar 1-1 contra el KS Cracovia el 1 de mayo de 2023, poniendo fin a su breve estadía de un año en Ekstraklasa. El segundo equipo descendido fue el Lechia Gdańsk, que selló su destino tras una derrota por 1-3 ante el Zagłębie Lubin el 6 de mayo de 2023 y puso fin a su estancia de quince años en la máxima categoría. Wisła Płock fue el último equipo descendido, confirmándose su descenso en la última jornada donde perdió contra el Cracovia por 0-3, después de pasar siete años en primera división. El primer equipo ascendido fue el ŁKS Łódź, cuyo empate 1-1 frente al Arka Gdynia el 26 de mayo de 2023 supuso su regreso a la máxima categoría después de 3 años. El segundo equipo ascendido fue el Ruch Chorzów, que ganó al GKS Tychy por 1-0 el 3 de junio de 2023 y volvió a la máxima categoría después de 6 años, tras el descenso administrativo en la temporada 2016-17. El tercer equipo fue el Puszcza Niepołomice, que venció en los play-offs al Wisła Cracovia y en la final al Bruk-Bet Termalica Nieciecza por 2-3, debutando por primera vez en su historia en la Ekstraklasa.
| Pos. | Descendidos de la Ekstraklasa 2022-23 |
| ---- | ------------------------------------- |
| 16º  | Wisła Płock                           |
| 17º  | Lechia Gdańsk                         |
| 18º  | Miedź Legnica                         |

| Pos.  | Ascendidos de la I Liga de Polonia 2022-23 |
| ----- | ------------------------------------------ |
| 1º    | ŁKS Łódź                                   |
| 2º    | Ruch Chorzów                               |
| Prom. | Puszcza Niepołomice                        |

## Equipos participantes
| Equipo                | Ciudad      | Estadio                           | Capacidad |
| --------------------- | ----------- | --------------------------------- | --------- |
| KS Cracovia           | Cracovia    | Estadio Mariscal Józef Piłsudski  | 15.114    |
| Górnik Zabrze         | Zabrze      | Estadio Ernest Pohl               | 24.563    |
| Jagiellonia Białystok | Białystok   | Estadio Municipal de Bialystok    | 22.432    |
| Korona Kielce         | Kielce      | Estadio Municipal de Kielce       | 15.550    |
| Lech Poznań           | Poznań      | Estadio Municipal de Poznań       | 43.269    |
| Legia de Varsovia     | Varsovia    | Estadio del Ejército Polaco       | 31.800    |
| ŁKS Łódź              | Łódź        | Estadio Municipal de Łódź         | 18.033    |
| Piast Gliwice         | Gliwice     | Estadio Municipal de Gliwice      | 10.037    |
| Pogoń Szczecin        | Szczecin    | Estadio Municipal Florian Krygier | 21.163    |
| Puszcza Niepołomice   | Niepołomice | Estadio Henryk Reyman             | 33.326    |
| Radomiak Radom        | Radom       | Estadio Lekkoatletyczno-Piłkarski | 4.501     |
| Raków Częstochowa     | Częstochowa | Estadio Municipal de Częstochowa  | 5.500     |
| Ruch Chorzów          | Chorzów     | Estadio Municipal de Gliwice      | 10.037    |
| Stal Mielec           | Mielec      | Estadio MOSiR de Mielec           | 6.864     |
| Śląsk Wrocław         | Breslavia   | Estadio Municipal de Wrocław      | 45.105    |
| Warta Poznań          | Poznań      | Estadio Dyskobolia                | 5.383     |
| Widzew Łódź           | Łódź        | Estadio Widzew Łódź               | 18.018    |
| Zagłębie Lubin        | Lubin       | Dialog Arena                      | 16.068    |

### Personal y uniformes
| Club                  | Entrenador         | Capitán            | Firma deportiva | Patrocinador                    |
| --------------------- | ------------------ | ------------------ | --------------- | ------------------------------- |
| KS Cracovia           | Dawid Kroczek      | Cornel Râpă        | Puma            | Comarch                         |
| Górnik Zabrze         | Jan Urban          | Erik Janža         | Capelli Sport   | Węglokoks, Polygon              |
| Jagiellonia Białystok | Adrian Siemieniec  | Taras Romanczuk    | Kappa           | Hotel Branicki, Kuchnia Vikinga |
| Korona Kielce         | Kamil Kuzera       | Miłosz Trojak      | 4F              | Suzuki                          |
| Lech Poznań           | Mariusz Rumak      | Mikael Ishak       | Macron          | Superbet                        |
| Legia Varsovia        | Gonçalo Feio       | Josué Pesqueira    | Adidas          | Plus500                         |
| ŁKS Łódź              | Marcin Matysiak    | Adam Marciniak     | Adidas          | forBET                          |
| Piast Gliwice         | Aleksandar Vuković | Jakub Czerwiński   | 4F              | Betclic, FlyingAtom             |
| Pogoń Szczecin        | Jens Gustafsson    | Kamil Grosicki     | Capelli Sport   | Betcris                         |
| Puszcza Niepołomice   | Tomasz Tułacz      | Jakub Serafin      | Nike            | Niepołomice                     |
| Radomiak Radom        | Maciej Kędziorek   | Leândro Rossi      | Adidas          | Enea SA                         |
| Raków Częstochowa     | Dawid Szwarga      | Zoran Arsenić      | Adidas          | x-kom, forBET                   |
| Ruch Chorzów          | Janusz Niedźwiedź  | Tomasz Foszmańczyk | Nike            | Chorzów, ALBA                   |
| Stal Mielec           | Kamil Kiereś       | Krystian Getinger  | 4F              | PGE, PZU                        |
| Śląsk Wrocław         | Jacek Magiera      | Erik Expósito      | Nike            | LV BET                          |
| Warta Poznań          | Dawid Szulczek     | Mateusz Kupczak    | Nike            | TOTALbet                        |
| Widzew Łódź           | Daniel Myśliwiec   | Patryk Stępiński   | Macron          | TERMOton                        |
| Zagłębie Lubin        | Waldemar Fornalik  | Bartosz Kopacz     | Nike            | KGHM                            |

### Cambios de entrenadores
| Equipo            | Entrenador (Jornadas) | Fecha de vacante        | Tipo de salida  | Posición en la tabla | Entrenador entrante | Fecha de nombramiento   |
| ----------------- | --------------------- | ----------------------- | --------------- | -------------------- | ------------------- | ----------------------- |
| Raków Częstochowa | Marek Papszun         | 28 de mayo de 2023      | Fin de contrato | Pre-temporada        | Dawid Szwarga       | 26 de abril de 2023     |
| Widzew Łódź       | Janusz Niedźwiedź     | 5 de septiembre de 2023 | Despedido       | 12º                  | Daniel Myśliwiec    | 5 de septiembre de 2023 |
| ŁKS Łódź          | Kazimierz Moskal      | 11 de octubre de 2023   | Despedido       | 18º                  | Piotr Stokowiec     | 12 de octubre de 2023   |
| Ruch Chorzów      | Jarosław Skrobacz     | 6 de noviembre de 2023  | Rescisión       | 17º                  | Jan Woś             | 6 de noviembre de 2023  |
| Radomiak Radom    | Constantin Gâlcă      | 27 de noviembre de 2023 | Rescisión       | 10º                  | Maciej Kędziorek    | 1 de diciembre de 2023  |
| Lech Poznań       | John van den Brom     | 17 de diciembre de 2023 | Despedido       | 3º                   | Mariusz Rumak       | 18 de diciembre de 2023 |
| Ruch Chorzów      | Jan Woś               | 29 de diciembre de 2023 | Rescisión       | 17º                  | Janusz Niedźwiedź   | 29 de diciembre de 2023 |
| ŁKS Łódź          | Piotr Stokowiec       | 20 de febrero de 2024   | Despedido       | 18º                  | Marcin Matysiak     | 20 de febrero de 2024   |
| KS Cracovia       | Jacek Zieliński       | 5 de abril de 2024      | Despedido       | 12º                  | Dawid Kroczek       | 5 de abril de 2024      |
| Legia de Varsovia | Kosta Runjaić         | 9 de abril de 2024      | Despedido       | 5º                   | Gonçalo Feio        | 10 de abril de 2024     |

## Clasificación
| Pos. | Equipo                    | Pts. | PJ | G  | E  | P  | GF | GC | Dif. | Clasificación o descenso                                         |
| ---- | ------------------------- | ---- | -- | -- | -- | -- | -- | -- | ---- | ---------------------------------------------------------------- |
| 1    | Jagiellonia Białystok (C) | 63   | 34 | 18 | 9  | 7  | 77 | 45 | +32  | Clasificación para la Liga de Campeones de la UEFA 2024-25       |
| 2    | Śląsk Wrocław             | 63   | 34 | 18 | 9  | 7  | 49 | 31 | +18  | Clasificación para la Liga Europa Conferencia de la UEFA 2024-25 |
| 3    | Legia Varsovia            | 59   | 34 | 16 | 11 | 7  | 51 | 39 | +12  | Clasificación para la Liga Europa Conferencia de la UEFA 2024-25 |
| 4    | Pogoń Szczecin            | 55   | 34 | 16 | 7  | 11 | 59 | 38 | +21  |                                                                  |
| 5    | Lech Poznań               | 53   | 34 | 14 | 11 | 9  | 47 | 40 | +7   |                                                                  |
| 6    | Górnik Zabrze             | 53   | 34 | 15 | 8  | 11 | 45 | 41 | +4   |                                                                  |
| 7    | Raków Częstochowa         | 52   | 34 | 14 | 10 | 10 | 54 | 39 | +15  |                                                                  |
| 8    | Zagłębie Lubin            | 47   | 34 | 13 | 8  | 13 | 43 | 50 | −7   |                                                                  |
| 9    | Widzew Łódź               | 46   | 34 | 13 | 7  | 14 | 45 | 46 | −1   |                                                                  |
| 10   | Piast Gliwice             | 43   | 34 | 9  | 16 | 9  | 38 | 35 | +3   |                                                                  |
| 11   | Stal Mielec               | 43   | 34 | 11 | 10 | 13 | 42 | 48 | −6   |                                                                  |
| 12   | Puszcza Niepołomice       | 40   | 34 | 9  | 13 | 12 | 39 | 49 | −10  |                                                                  |
| 13   | KS Cracovia               | 39   | 34 | 8  | 15 | 11 | 45 | 46 | −1   |                                                                  |
| 14   | Korona Kielce             | 38   | 34 | 8  | 14 | 12 | 40 | 44 | −4   |                                                                  |
| 15   | Radomiak Radom            | 38   | 34 | 10 | 8  | 16 | 41 | 58 | −17  |                                                                  |
| 16   | Warta Poznań (D)          | 37   | 34 | 9  | 10 | 15 | 33 | 43 | −10  | Descenso a la I Liga                                             |
| 17   | Ruch Chorzów (D)          | 32   | 34 | 6  | 14 | 14 | 40 | 55 | −15  | Descenso a la I Liga                                             |
| 18   | ŁKS Łódź (D)              | 24   | 34 | 6  | 6  | 22 | 34 | 75 | −41  | Descenso a la I Liga                                             |

 Fuente: ekstraklasa.org 90minut.pl
Criterios de clasificación: 1) Puntos; 2) puntos entre sí; 3) diferencia de goles; 4) Goles marcados.

## Resultados
| Local \ Visitante     | CRA | GÓR | JAG | KOR | LPO | LEG | ŁKS | PIA | POG | PUN | RAD | RCZ | RCH | STM | ŚLĄ | WAR | WID | ZAG |
| --------------------- | --- | --- | --- | --- | --- | --- | --- | --- | --- | --- | --- | --- | --- | --- | --- | --- | --- | --- |
| KS Cracovia           | —   | 5–0 | 2–4 | 0–0 | 1–1 | 2–0 | 2–2 | 1–1 | 1–5 | 0–1 | 6–0 | 2–0 | 4–4 | 2–2 | 0–1 | 0–1 | 2–2 | 2–1 |
| Górnik Zabrze         | 1–0 | —   | 2–1 | 3–1 | 0–0 | 1–3 | 4–1 | 0–0 | 1–0 | 1–1 | 0–2 | 2–1 | 1–0 | 1–1 | 2–0 | 3–0 | 1–1 | 0–2 |
| Jagiellonia Białystok | 1–3 | 4–1 | —   | 3–0 | 1–2 | 2–0 | 6–0 | 0–0 | 2–2 | 4–1 | 3–2 | 4–2 | 1–1 | 4–0 | 3–1 | 3–0 | 2–1 | 3–0 |
| Korona Kielce         | 1–1 | 0–1 | 2–2 | —   | 0–1 | 3–3 | 2–1 | 1–1 | 2–2 | 5–3 | 4–0 | 0–2 | 2–0 | 1–0 | 1–1 | 1–1 | 1–1 | 2–0 |
| Lech Poznań           | 0–0 | 1–1 | 3–3 | 1–2 | —   | 1–2 | 3–1 | 0–1 | 1–0 | 4–1 | 2–0 | 4–1 | 2–0 | 2–1 | 0–0 | 2–0 | 1–3 | 2–0 |
| Legia Varsovia        | 2–0 | 2–1 | 1–1 | 1–0 | 0–0 | —   | 3–0 | 3–1 | 1–1 | 1–1 | 0–3 | 1–2 | 3–0 | 1–3 | 0–0 | 2–2 | 3–1 | 2–1 |
| ŁKS Łódź              | 0–2 | 0–5 | 2–2 | 2–1 | 2–3 | 1–1 | —   | 3–3 | 1–0 | 3–2 | 3–2 | 1–1 | 1–1 | 3–2 | 1–2 | 0–2 | 0–2 | 0–2 |
| Piast Gliwice         | 0–0 | 1–3 | 1–1 | 0–0 | 1–2 | 1–1 | 4–0 | —   | 0–0 | 1–0 | 2–3 | 2–1 | 0–0 | 3–0 | 2–2 | 2–0 | 3–2 | 2–0 |
| Pogoń Szczecin        | 3–1 | 1–0 | 2–1 | 3–1 | 5–0 | 3–4 | 4–2 | 0–2 | —   | 1–0 | 0–2 | 1–1 | 5–0 | 2–3 | 0–2 | 3–3 | 2–1 | 0–2 |
| Puszcza Niepołomice   | 1–1 | 2–1 | 3–3 | 1–1 | 2–1 | 1–1 | 2–1 | 1–0 | 0–2 | —   | 1–1 | 1–1 | 2–2 | 1–0 | 1–3 | 1–0 | 1–0 | 2–2 |
| Radomiak Radom        | 0–1 | 1–1 | 0–2 | 1–1 | 2–2 | 0–1 | 3–0 | 1–1 | 0–4 | 1–1 | —   | 2–1 | 0–2 | 2–1 | 0–1 | 3–2 | 1–3 | 3–4 |
| Raków Częstochowa     | 1–1 | 0–1 | 3–0 | 1–0 | 4–0 | 1–1 | 1–0 | 3–1 | 2–1 | 2–0 | 3–0 | —   | 1–1 | 2–0 | 1–2 | 2–2 | 1–1 | 5–0 |
| Ruch Chorzów          | 2–0 | 1–2 | 0–1 | 1–1 | 2–1 | 0–1 | 2–0 | 3–0 | 0–3 | 0–0 | 0–0 | 3–5 | —   | 1–1 | 2–2 | 0–0 | 2–3 | 2–2 |
| Stal Mielec           | 2–2 | 2–1 | 3–2 | 2–3 | 0–0 | 1–3 | 1–0 | 0–0 | 0–0 | 2–1 | 2–0 | 0–0 | 3–1 | —   | 3–1 | 0–1 | 0–0 | 4–2 |
| Śląsk Wrocław         | 4–0 | 1–1 | 2–1 | 0–0 | 3–1 | 4–0 | 2–1 | 1–0 | 0–1 | 0–0 | 2–0 | 1–1 | 2–3 | 0–1 | —   | 2–1 | 2–1 | 1–2 |
| Warta Poznań          | 0–0 | 2–0 | 1–2 | 1–0 | 0–2 | 0–1 | 0–1 | 1–1 | 0–1 | 0–2 | 0–0 | 2–1 | 2–2 | 5–2 | 0–1 | —   | 2–1 | 1–1 |
| Widzew Łódź           | 2–0 | 3–1 | 1–3 | 3–1 | 1–1 | 1–0 | 1–0 | 1–0 | 1–2 | 3–2 | 0–3 | 0–1 | 2–1 | 1–0 | 0–2 | 0–1 | —   | 1–3 |
| Zagłębie Lubin        | 1–1 | 1–2 | 1–2 | 1–0 | 1–1 | 0–3 | 2–1 | 1–1 | 1–0 | 1–0 | 2–3 | 2–0 | 2–1 | 0–0 | 1–2 | 1–0 | 1–1 | —   |

## Estadísticas de jugadores

### Máximos goleadores
- Actualizado el 25 de mayo de 2024.

| Pos. | Jugador            | Club                  | Goles |
| ---- | ------------------ | --------------------- | ----- |
| 1    | Erik Expósito      | Śląsk Wrocław         | 18    |
| 2    | Ilya Shkurin       | Stal Mielec           | 16    |
| 3    | Kamil Grosicki     | Pogoń Szczecin        | 13    |
| 4    | Efthymis Koulouris | Pogoń Szczecin        | 12    |
| 4    | Jesús Imaz         | Jagiellonia Białystok | 12    |
| 4    | Afimico Pululu     | Jagiellonia Białystok | 12    |
| 4    | David Kurminowski  | Zagłębie Lubin        | 12    |
| 8    | Mikael Ishak       | Lech Poznań           | 11    |
| 9    | Daniel Szczepan    | Ruch Chorzów          | 10    |
| 9    | Kristoffer Velde   | Lech Poznań           | 10    |
| 9    | Evgeni Shikavka    | Korona Kielce         | 10    |

### Máximos asistentes
- Actualizado el 25 de mayo de 2024.

| Pos. | Jugador            | Club                  | Asistencias |
| ---- | ------------------ | --------------------- | ----------- |
| 1    | Kamil Grosicki     | Pogoń Szczecin        | 10          |
| 1    | Kacper Chodyna     | Zagłębie Lubin        | 10          |
| 1    | Dominik Marczuk    | Jagiellonia Białystok | 10          |
| 4    | Maciej Domański    | Stal Mielec           | 8           |
| 4    | Piotr Samiec-Talar | Śląsk Wrocław         | 8           |
| 6    | Nené               | Jagiellonia Białystok | 7           |
| 6    | Rafał Wolski       | Radomiak Radom        | 7           |
| 6    | Jorge Félix        | Piast Gliwice         | 7           |
| 9    | Benjamin Källman   | KS Cracovia           | 6           |
| 9    | Miłosz Kozak       | Ruch Chorzów          | 6           |
| 9    | Petr Schwarz       | Slask Wroclaw         | 6           |
| 9    | Bartłomiej Wdowik  | Jagiellonia Białystok | 6           |